# Desna incantevole
Desna incantevole (Зачарованная Десна) è un film del 1964 diretto da Julija Ippolitovna Solnceva.